# 朗韦德尔
朗韦德尔（德語：Langwedel，發音：[ˈlaŋˌveːdl̩]）是德国下萨克森州费尔登县的市镇，面积76.24平方千米，2023年12月31日人口为14,729人。